# Klasse 3 (zeilwagenrijden)
Klasse 3 is een klasse in het zeilwagenrijden.

## Voertuig
De klasse 3 lijkt qua ontwerp op de klasse 2, maar is aanzienlijk kleiner. Hij wordt ook wel de 'formule 1' van de zeilwagensport genoemd en haalt snelheden tot 150 km/h bij een windsterkte van 8 beaufort. 
De zeilwagen is veelal gemaakt van glasvezel-composiet en heeft een houten achteras. Soms worden er ook andere hightech lichtgewichtmaterialen in het voertuig verwerkt zoals koolstofvezel, kevlar, etc. De klasse 3 heeft een zeil van maximaal 7,35 m² met een vleugelmast met een maximale hoogte van 6,10 meter. De zeilwagen mag ten hoogste 3,80 m meten en een maximale spanwijdte van 3,50 m hebben. Ten slotte moet hij een minimaal gewicht hebben van 100 kilogram.

## Wedstrijden
De klasse 3 maakte in 1966, in het Britse Lytham St Annes, voor het eerst deel uit van het EK zeilwagenrijden.